# Hierrói óriásgyík
A hierrói - vagy más néven Simonyi - óriásgyík (Gallotia simonyi) a  hüllők (Reptilia) osztályába, a pikkelyes hüllők (Squamata) rendjébe és a nyakörvösgyíkfélék (Lacertidae) családjába tartozó faj. A latin nevében megtalálható simonyi név a bécsi természettudós Oskar Simonyra (1852–1915) utal, aki 1889-ben begyűjötte azon példányait, melyek alapján később leírták a fajt.

## Előfordulása
A világon csak egy helyen, a Kanári-szigetekhez tartozó El Hierro-szigeten él sajnos rendkívül megritkult populációja - az elvadult macskák és patkányok miatt -, most a faj megmentésén dolgoznak. Az IUCN vörös listáján a veszélyeztetett kategóriában szerepel.

## Alfajai
- Gallotia simonyi simonyi - kihalt
- Gallotia simonyi machadoi

## Megjelenése
Hossza 0,6 m. A kifejlett állatok színe a sötét szürkétől a barnáig terjed. A hasa többnyire barna, de hasának közepének színe narancssárga. A hímek lényegesen nagyobbak a nőstényeknél.

## Életmódja
Vegyesevő, egyaránt megeszi a növényeket és rovarokat. A párzási időszak májusban van, a nőstény júniusban és augusztusban rakja le 5-13 tojását, amiből a kölykök 61 nap alatt kelnek ki.